# Lieksanjoki
Lieksanjoki är en älv som tillhör Saimens vattensystem. Den upprinner i Ryska Karelen, rinner där genom bland annat Lieksajärvi och sedan på finska sidan Ruunaanjärvi med flera sjöar och mynnar i Pielisjärvi sjö vid Lieksa kyrkby.